# Cisapride
La cisapride è un farmaco agonista serotoninergico del recettore 5-HT4, in grado di aumentare la motilità gastro-intestinale soprattutto a livello dell'intestino tenue e del colon.

## Farmacocinetica
La cisapride è completamente assorbita dopo somministrazione orale ma a causa dell'esteso metabolismo di primo passaggio la sua disponibilità si attesta intorno al 40-50%. Si lega estesamente alle proteine plasmatiche e il metabolismo è epatico, con dealchilazione ed idrossilazione catalizzata da un complesso metabolico di cui fa parte il CYP3A4.

## Farmacodinamica
La cisapride è un agonista serotoninergico del recettore 5-HT4, principalmente espresso nei neuroni del tratto gastrointestinale (neuroni enterici). Tale agonismo si esplica con un aumento del rilascio di acetilcolina, principale neurotrasmettitore promuovente la motilità intestinale. Altri effetti, seppure in misura minore, sono dovuti all'antagonismo per il recettore 5-HT3.

## Impiego clinico
La cisapride aumenta il tono dello sfintere esofageo inferiore e trova dunque utilizzo nei soggetti con reflusso gastroesofageo. Può inoltre essere utilizzato nei diabetici con gastroparesi per promuovere lo svuotamento gastrico. Ulteriore indicazione, in virtù della specificità ileo-colica, è il trattamento della costipazione (primitiva od indotta da oppioidi).

## Effetti avversi
I principali effetti avversi sono dovuti alla diretta estensione dell'effetto farmacologico e perciò si possono manifestare diarrea e crampi addominali. In misura minore si possono manifestare fenomeni di ipersensibilità come rash e orticaria. Una leggera cefalea è presente in una piccola percentuale di pazienti e cessa con la sospensione del trattamento.
L'effetto avverso più temibile della cisapride è la comparsa di una sindrome del QT lungo in grado di predisporre il soggetto alla torsione di punta, aritmia spesso fatale. Per questo motivo la Food and Drug Administration (FDA), dopo un avvertimento ai medici, decise di ritirare in USA la cisapride dal commercio il 14 luglio del 2000. In Italia il farmaco è fuori commercio dal 2001. Negli stati in cui è tuttora utilizzata si deve evitare l'associazione di cisapride con farmaci interferenti con la via di CYP3A4 come:
- Ciclosporina
- Claritromicina
- Eritromicina
- SSRI
- Itraconazolo
- Fluconazolo
- Nefazodone
- Ritonavir